# Laibach (gruppo musicale)
I Laibach sono un gruppo musicale industrial sloveno, formatosi a Trbovlje nel 1980. Il nome del gruppo deriva dal nome tedesco della città di Lubiana.

## Storia
Nel 1978, Dejan Knez formò il suo primo gruppo, Salte Morale, essenzialmente la prima incarnazione dei Laibach. Durante l'estate del 1980, seguendo il suggerimento del padre di Knez, il famoso pittore e artista sloveno Janez Knez, la band cambiò il nome in Laibach. Questa formazione includeva Dejan Knez, Srečko Bajda, Andrej Lupinc, Tomaž Hostnik e Bine Zerko. Poco dopo, Ivan (Jani) Novak (cugino di Knez) e Milan Fras si unirono alla band. Nel primo periodo i Laibach erano un quintetto, ma poco dopo dichiararono che i Laibach possedeva solo quattro membri (Vier Personen).
Dalla metà degli anni ottanta alla metà degli anni novanta, i quattro membri a tempo pieno furono Dejan Knez, Milan Fras, Ervin Markošek e Ivan (Jani) Novak. Talvolta i quattro membri della band operavano con i loro pseudonimi: Dachauer, Keller, Saliger e Eber. Lo pseudonimo Ivo Saliger fu usato dal defunto primo cantante Tomaž Hostnik e più recentemente da Ivan Novak. L'ex membro Andrej Lupinc usò lo pseudonimo Keller prima di lasciare i Laibach. Occasionalmente, altri musicisti, come Oto Rimele (proveniente dalla band Lačni Franz), Nikola Sekulović, bassista dei Demolition Group, Matej Mršnik e Roman Dečman, fra gli altri, si unirono ai Laibach. Anche la cantante e annunciatrice radio slovena Anja Rupel si è esibita con il gruppo.
Nell'agosto del 2015 sono stati invitati a esibirsi a Pyongyang, per celebrare il 70º anniversario della liberazione dall'occupazione giapponese con il The Liberation Day Tour, divenendo così la prima band occidentale a suonare in Corea del Nord.

## Formazione

### Membri ufficiali (pseudonimi)
- Milan Fras - voce
- Eber (voce, alias Elk Eber)
- Saliger (alias Ivo Saliger)
- Dachauer (alias Wilhelm Dachauer)
- Keller

### Formazione tour 2015
- Ivan Novak - luci e proiezioni
- Mina Špiler - voce, sintetizzatore
- Janez Gabrič - percussioni
- Luka Jamnik - sintetizzatore
- Rok Lopatič - sintetizzatore

### Membri precedenti e collaboratori
- Tomaž Hostnik - voce (deceduto)
- Dejan Knez - (fondatore) tastiere, elettronica, batteria (lasciò la band dopo l'album WAT)
- Ervin Markošek - tastiere, elettronica, batteria (lasciò la band nel 1989, ritornò per il successivo album Kapital, e appare nelle foto ufficiale fino all'album WAT)
- Srečko Bajda (fondatore)
- Andrej Lupinc (fondatore)
- Bine Zerko (fondatore)
- Roman Dečman - batteria
- Nikola Sekulović - chitarra basso
- Matej Mršnik - chitarra
- Dragoslav Draža Radojković - batteria
- Dare Hocevar - chitarra basso
- Borut Kržišnik - chitarra
- Oto Rimele - chitarra
- Marko Košnik - elettronica
- Eva Breznikar - (membro del gruppo Make Up 2) voce, percussioni
- Nataša Regovec - (ex-membro del gruppo Make Up 2) voce, percussioni
- Sašo Vollmaier - sintetizzatore
- Boris Benko (membro del gruppo Silence)
- Primož Hladnik (membro del gruppo Silence)
- Damjan Bizilj - sintetizzatore
- Iztok Turk - elettronica
- Anja Rupel - voce
- Jože Pegam - clarinetto e tromba
- Peter Mlakar - voce (recitata)

## Discografia

### Album in studio
- 1983 - Through The Occupied Netherlands
- 1984 - Vstajenje V Berlinu
- 1985 - Laibach
- 1985 - Neu Konservatiw
- 1985 - Ein Schauspieler
- 1986 - Nova Akropola
- 1987 - Opus Dei
- 1987 - Slovenska Akropola
- 1987 - Krst Pod Triglavom - Baptism
- 1988 - Let It Be
- 1988 - Sympathy for the Devil
- 1990 - Macbeth
- 1992 - Kapital
- 1993 - Ljubljana-Zagreb-Beograd
- 1994 - NATO
- 1996 - Jesus Christ Superstars
- 2002 - The John Peel Sessions
- 2003 - WAT
- 2006 - Volk
- 2008 - Laibachkunstderfuge
- 2014 - Spectre
- 2015 - Spectremix
- 2017 - Also Sprach Zarathustra
- 2018 - The Sound of Music
- 2020 - Revisited

### Album dal vivo
- 1985 - V2 Live NR. 3
- 1986 - The Occupied Europe Tour 1985
- 1996 - The Occupied Europe NATO Tour 1994-1995
- 1996 - M.B. December 21, 1984
- 2007 - Volk Tour, London CC Club 16.04.2007
- 2012 - Monumental Retro-Avant-Garde (Live at Tate Modern, 14 April 2012)
- 2015 - A Chicken in Every Pot and Laibach in Every City Tour Live
- 2018 - lso Sprach Zarathustra. Live 2017 - 2018
- 2020 - Bremenmarsch (Live at Schlachthof, 12.10.1987)
- 2021 - We Forge the Future. Live at Reina Sofía

### Colonne sonore
- 2012 - Iron Sky (The Original Film Soundtrack)
- 2018 - Liberation Day: The Sound Of Music (A Documentary Musical)

### Raccolte
- 1985 - Rekapitulacija 1980-1984
- 1986 - Slovenska Akropola
- 1988 - Let It Be / Opus Dei
- 1989 - Die Liebe - Grosste Kraft - Decree - Panorama
- 2004 - Anthems
- 2004 - MP3 Collection CD1
- 2011 - Gesamtkunstwerk - Dokument 81-86
- 2012 - An Introduction To... Laibach (Reproduction Prohibited)
- 2014 - The New Cultural Revolution

### EP
- 2013 - S
- 2019 - Party Songs

### Singoli
- 1984 - Panorama/Decree
- 1984 - Boji/Sila/Brat Moj
- 1985 - Die Liebe
- 1987 - Geburt einer Nation
- 1987 - Life is Life
- 1988 - Sympathy for the Devil
- 1988 - Sympathy tor the Devil II
- 1988 - Across the Universe
- 1990 - 3. Oktober - Geburt einer Nation
- 1992 - Wirtschaft ist Tot
- 1994 - Final Countdown
- 1995 - In the Army Now/War
- 1996 - Jesus Christ Superstar/God is God
- 1996 - God Is God (Optical Remixes)
- 2003 - Tanz mit Laibach
- 2004 - Das Spiel ist aus
- 2006 - Anglia
- 2014 - 1 VIII 1944 Warszawa
- 2017 - Bossanova Remixes
- 2018 - Favorite Things

## Videografia
- 2000 - Laibach: The Videos